# Mack McLarty

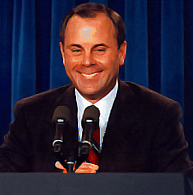
Mack McLarty

Thomas F. "Mack" McLarty, född 14 juni 1946 i Hope, Arkansas, är en amerikansk politiker och affärsman. Han var Vita husets stabschef 1993-1994 under USA:s president Bill Clinton.
McLarty avlade 1969 sin grundexamen vid University of Arkansas. Han var ordförande för demokraterna i delstaten Arkansas 1974-1976. Han känner Bill Clinton sedan dagisåldern.
McLarty är verkställande direktör i konsultföretaget Kissinger McLarty Associates som han grundade 1999 tillsammans med Henry Kissinger.